# Эйгес, Сергей Константинович
Сергей Константинович Эйгес (6 [19] июня 1910, Москва — 27 июня 1944, Витебская область) — советский художник, живописец, портретист.

## Биография
Родился 19 июня 1910 года в Москве в семье композитора, пианиста и философа Константина Романовича Эйгеса. Внук врача Р. М. Эйгеса и переводчицы С. И. Эйгес (Эльцин); племянник переводчицы А. Р. Эйгес, математика и философа В. Р. Эйгеса, математика и чеховеда А. Р. Эйгеса, педагога-методиста Н. Р. Эйгес, литературоведа И. Р. Эйгеса, художника В. Р. Эйгеса и поэтессы Е. Р. Эйгес.
Сергей Эйгес ещё подростком занимался у Константина Фёдоровича Юона, в 1924 году учился в студии у  Дмитрия Николаевича Кардовского. В 1928 году поступил в Высший художественно-технический институт (ВХУТЕИН). Его педагоги: А. А. Древин, Н. А. Удальцова, С. В. Герасимов; технику офорта изучал в студии И. И. Нивинского. В 1930 году на выставке «Социалистическое строительство в советском искусстве» были представлены впервые работы С. К. Эйгеса. Является членом МОССХа (1930-е). Путешествовал по Крыму, создавал пейзажи. Сергей Константинович писал портреты музыкантов, портреты  своих родных и друзей, увлекался скульптурой и создал несколько портретов своих близких. В 1940 году Сергей Эйгес создал офорт «Бетховен и Гёте».
Работы Сергея Константиновича Эйгеса неоднократно были представлены на всесоюзных и региональных выставках. Совместная выставка с Михаилом Ксенофонтовичем Соколовым прошла в 1938 году в залах Всекохудожника, где было представлено более двадцати работ художника С. К. Эйгеса.
Искусствовед В. Костин писал о Сергее Константиновиче:

Эйгес был художником совершенно романтического склада, он всё в жизни воспринимал поэтически, говорил и мыслил об искусстве вдохновенно, тонко, взволнованно. Его артистическая натура, на всех кто его знал, оказывала облагораживающее влияние. Самозабвенно любя искусство, музыку, поэзию, он и в своём творчестве отдавал предпочтение темам, связанным с искусством. <…> Я помню целый ряд его композиций, изображающих исполнителей симфоний, фортепьянных или скрипичных произведений. Пианисты, дирижёры, виолончелисты были показаны в моменты истинного вдохновения. Это стремление в образах исполнителей передать, в известной мере, ощущение и характер музыки, составляло для Сергея Эйгеса основную творческую задачу.
В 1941 году ушёл добровольцем на фронт, был направлен в Высшую инженерную школу минных заграждений. В этой школе у него было отдельное помещение (мастерская), писал картины на военные темы. В 1944 году был на передовой, где делал зарисовки солдат, эскизы  для картины «Взрыв танка».
Сергей Константинович Эйгес погиб в бою 27 июня 1944 года.
Художник Михаил Ксенофонтович Соколов. Из письма Антонины Фёдоровны Софроновой 24 января 1945 года:

…А Сергей Эйгес погиб — убит в июне под Витебском. Для меня это большая утрата. Он был человеком большого благородства и всегда напряжён творчески. На фронт он долго добивался, добился, и через какой-нибудь месяц — два убит.
Похоронен в братской могиле. Урна с землёй, взятой с этой могилы, захоронена в семейном некрополе Эйгесов на Введенском кладбище (6 уч.).

## Семья
Жена — Елена Густавовна Эйгес (в девичестве Тюрк), кандидат биологических наук, сестра поэта Гюнтеру Тюрку (1911—1950).
- Дочь — Наталья Сергеевна Эйгес (род. 1934), генетик и селекционер.
  - Внук — Сергей Георгиевич Волченко (род. 1962), прозаик, выпускник сценарного факультета ВГИКа[2].

Брат — Олег Константинович Эйгес (1905—1992), композитор.
- Двоюродные сёстры — художницы Ольга Вячеславовна Эйгес и Тамара Владимировна Эйгес.

## Основные работы
- «Концерт»
- «Москва»
- «Урок музыки»
- «Трио»
- «Портрет брата Олега в образе монаха»
- «Крым»
- «Море у Адоллар»
- «Бахчисарай»
- «Море под Аюдагом»
- «Пейзаж с козами»
- «Крымский дворик»
- «Аллея кипарисов»
- «Лес в Абрамцеве»
- «Зимний вечер»
- «Натюрморт с грушами»
- «Цветы»
- «Суворов и Кутузов»

### Галерея работ

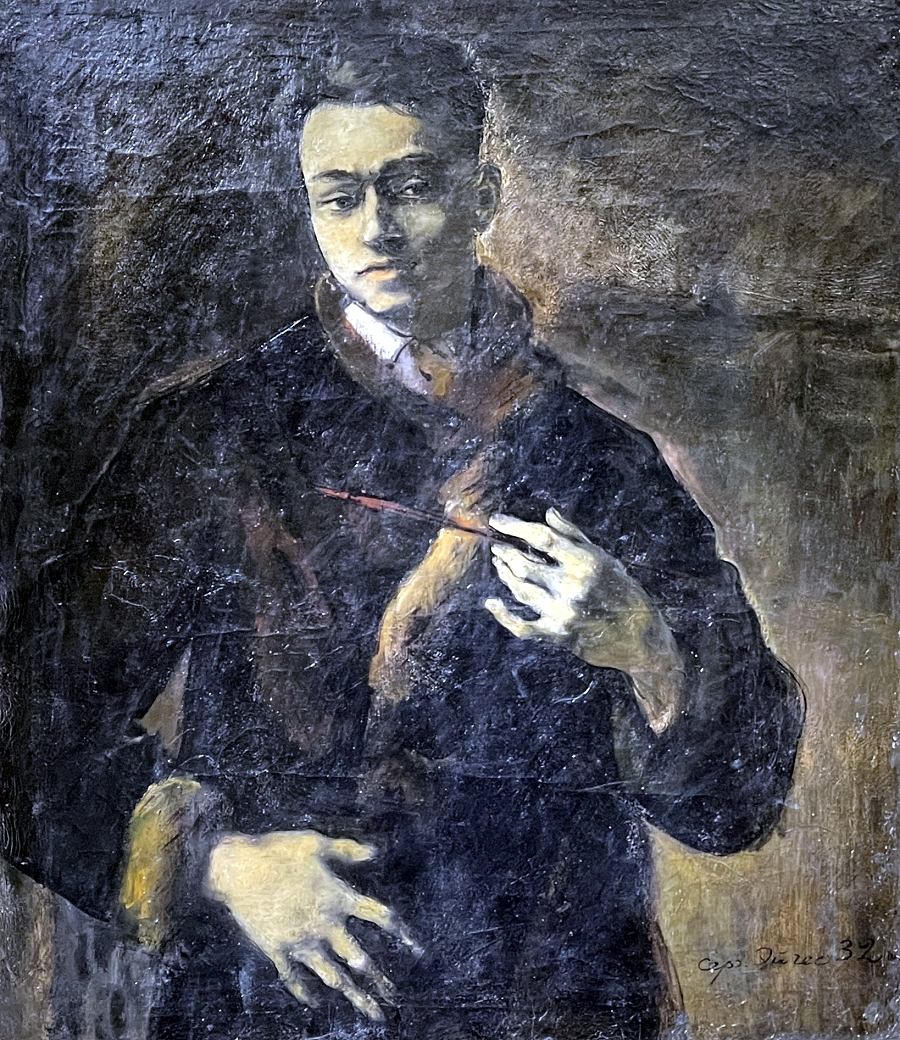
Автопортрет, 1932
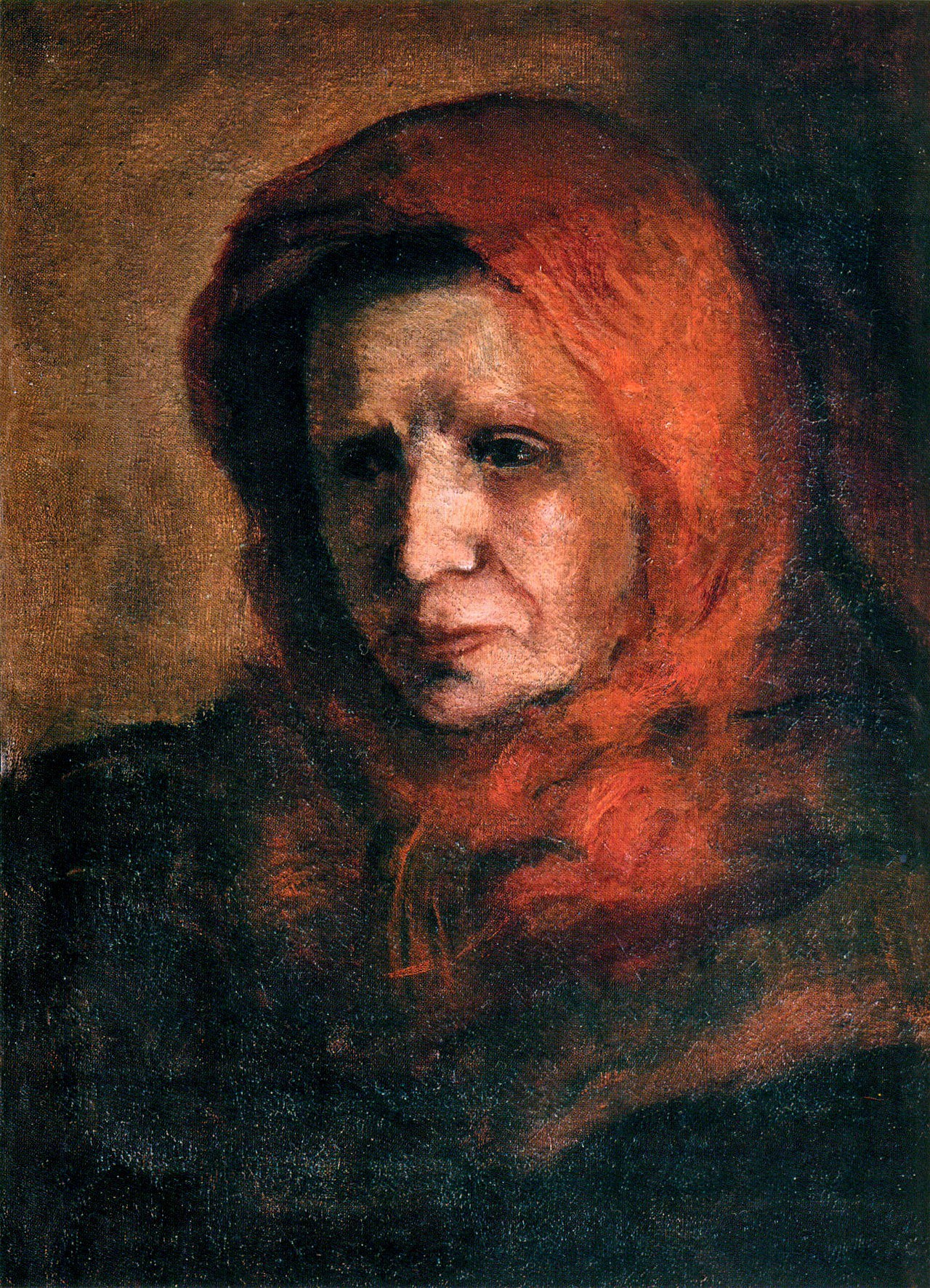
Портрет матери
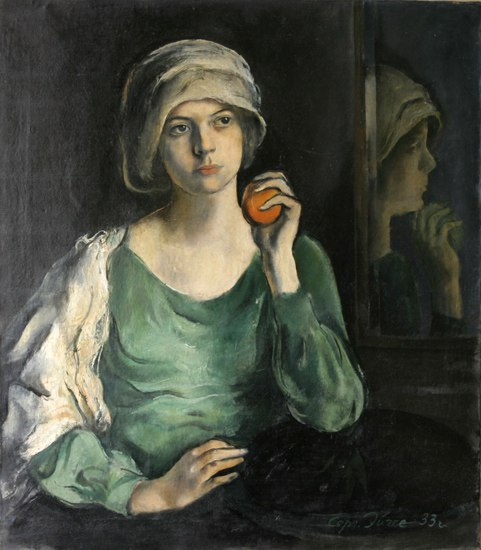
Портрет жены с апельсином
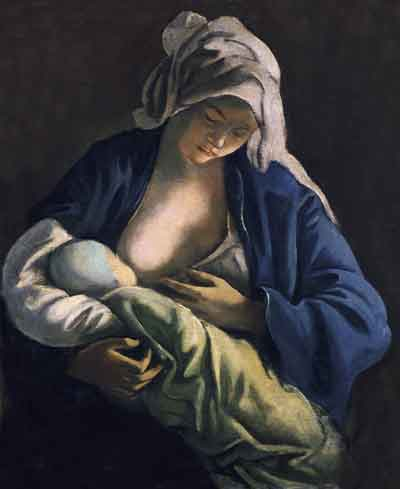
Портрет жены с дочерью
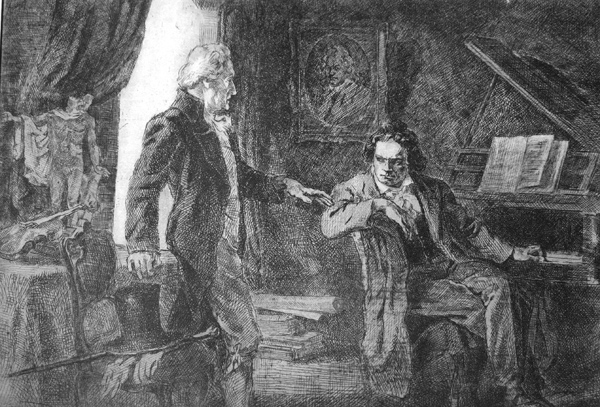
Бетховен и Гёте

## Основные выставки
- Художники погибшие в Великой Отечественной войне (Москва, Кузнецкий мост)
- 2021 — За фасадом эпохи: истории московских художников 1920-х — 1940-х годов (Галеев-галерея)[3]